# Sachsenpokal

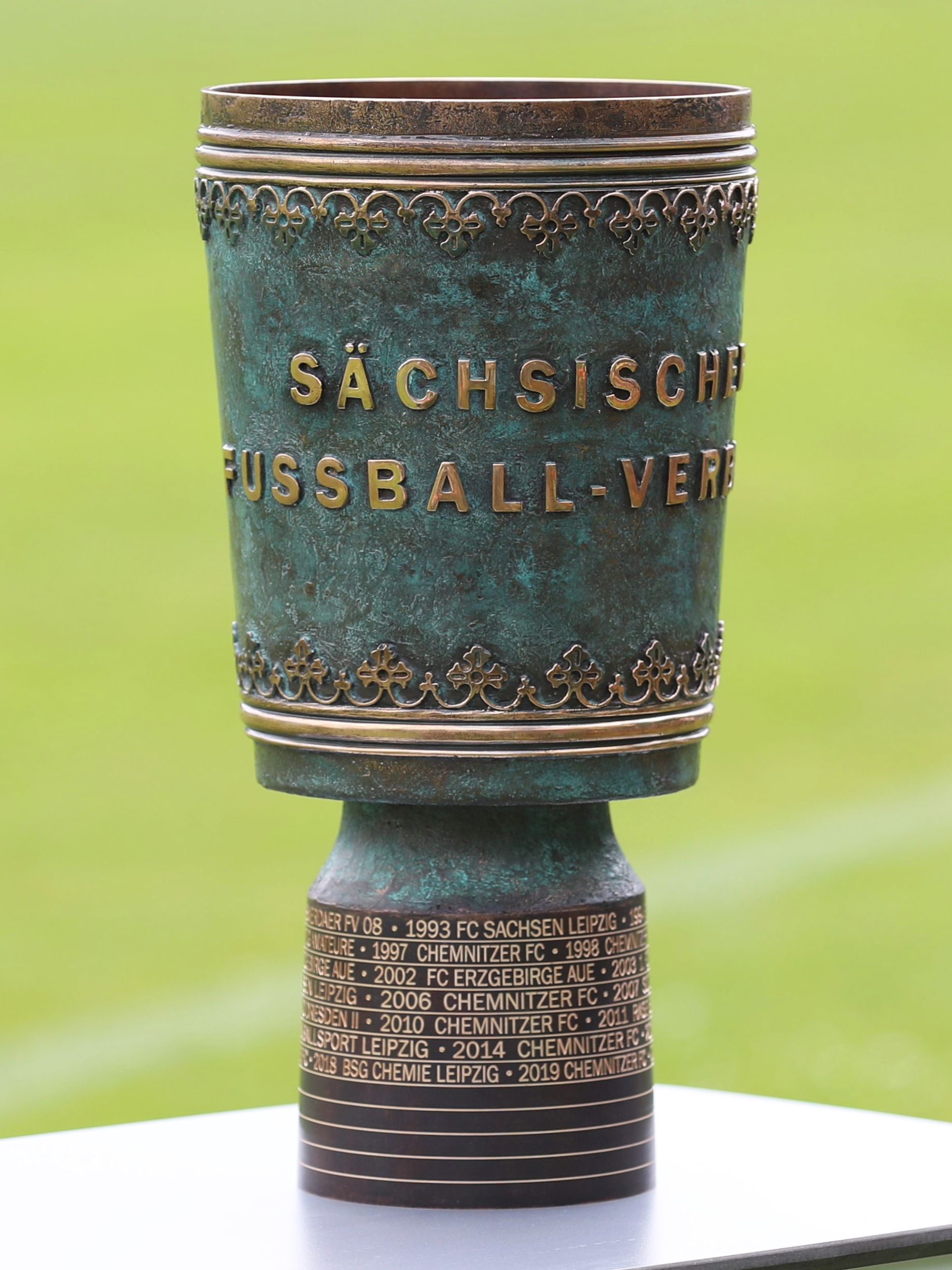
Pokal

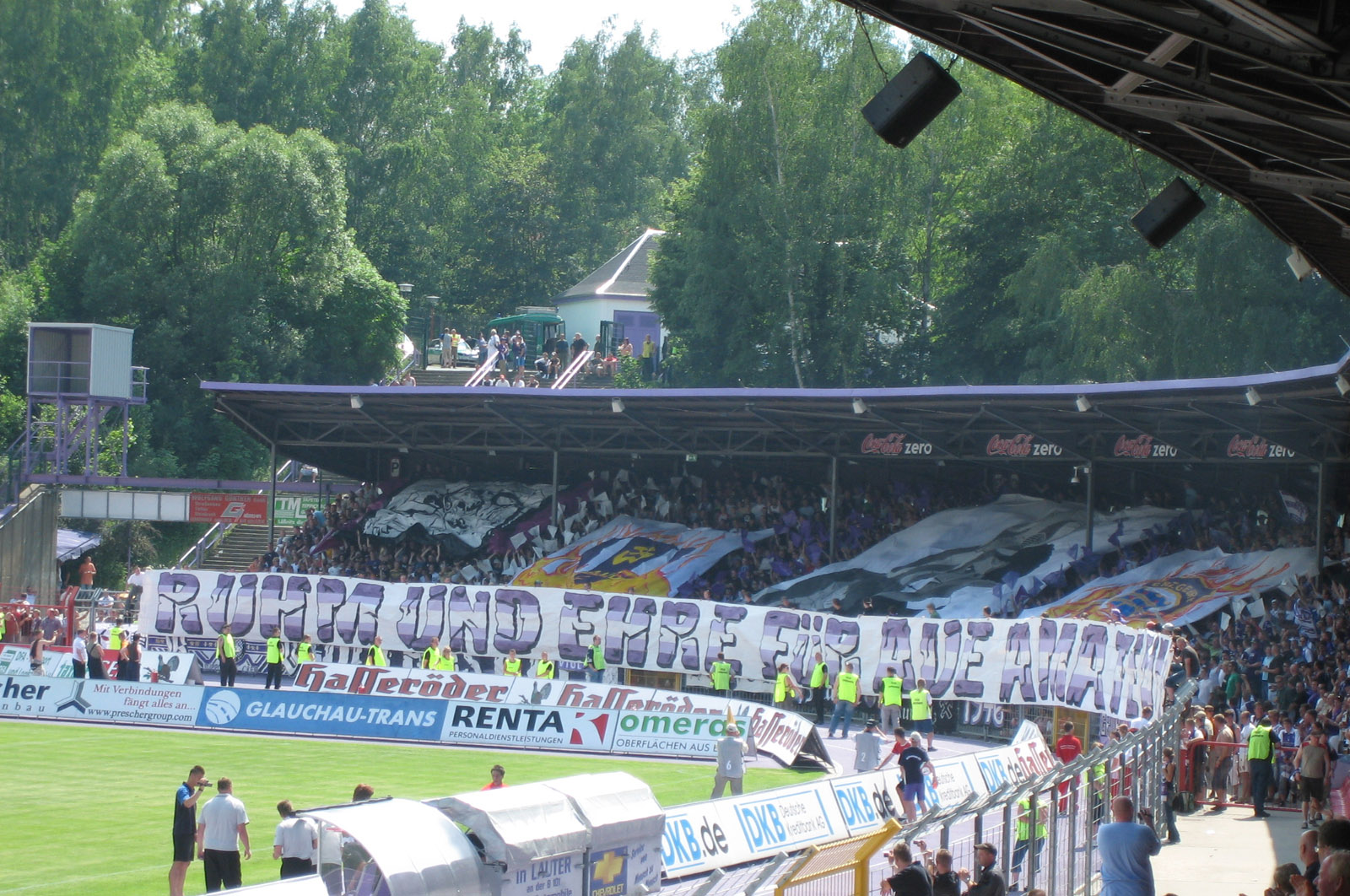
Choreografie beim Finale 2007 zwischen FC Erzgebirge Aue II und SG Dynamo Dresden im Erzgebirgsstadion.

Der Sachsenpokal ist ein Vereinswettbewerb für sächsische Fußballmannschaften, der jährlich vom Sächsischen Fußballverband ausgerichtet wird. Derzeit wird der Pokal unter dem Namen Wernesgrüner Sachsenpokal ausgetragen.
Der Wettbewerb wird infolge der Neuordnung der „Fußballlandschaft“ nach der politischen Wende von 1989 erst seit der Saison 1990/91 ausgespielt. Am ersten Wettbewerb nahmen lediglich zwölf Landesligisten (damals 4. Spielklasse) und vier unterklassige Mannschaften teil.

## Spielmodus
Teilnahmeberechtigt sind die sächsischen Mannschaften der 3. Liga, der Regionalliga (4. Spielklasse), der Oberliga (5. Spielklasse), der Sachsenliga (6. Spielklasse) und der Landesklasse (7. Spielklasse) sowie die Pokalsieger der 13 Kreise. Seit der Saison 2009/10 dürfen keine Zweitvertretungen von teilnehmenden Mannschaften mehr am Sachsenpokal teilnehmen, der Chemnitzer FC II und FSV Budissa Bautzen II besaßen letztmals eine Ausnahmegenehmigung.
Die Mannschaften spielen im K.-o.-System den Pokalsieger aus, der dann im darauffolgenden Spieljahr am DFB-Pokal teilnehmen darf. Sollte der Pokalsieger bereits über seine Ligazugehörigkeit qualifiziert sein, wird der Finalgegner nachnominiert. Ebenso dürfen ab der Saison 2008/09 keine Zweitvertretungen von Profimannschaften mehr am DFB-Pokal teilnehmen, im Falle einer Qualifikation wäre ebenfalls der unterlegene Finalist startberechtigt.

## Finalspiele (seit 1991)
| Jahr      | Sieger (Spielklasse)          | Finalist                    | Ergebnis             | Datum      | Spielort             | Stadion                           | Zuschauer | Abschneiden des Pokalsiegers im DFB-Pokal |
| --------- | ----------------------------- | --------------------------- | -------------------- | ---------- | -------------------- | --------------------------------- | --------- | ----------------------------------------- |
| 1990/91   | SpVgg Zschopau (IV)           | FC Wismut Aue II            | 4:1                  | 1. Juni    | Limbach-Oberfrohna   | Waldstadion                       | .00150    | 1. Hauptrunde                             |
| 1991/92   | Bischofswerdaer FV 08 (III)   | FSV Hoyerswerda             | 2:0                  | 22. Mai    | Kamenz               | Stadion der Jugend                | 01.600    | 3. Hauptrunde                             |
| 1992/93   | FC Sachsen Leipzig (III)      | Dresdner SC                 | 2:0                  | 2. Juni    | Leipzig              | Alfred-Kunze-Sportpark            | 02.070    | 2. Hauptrunde                             |
| 1993/94   | FC Sachsen Leipzig (III)      | VFC Plauen                  | 2:1                  | 25. Mai    | Leipzig              | Alfred-Kunze-Sportpark            | 03.500    | 1. Hauptrunde                             |
| 1994/95   | FC Sachsen Leipzig (III)      | 1. FC Dynamo Dresden II     | 2:0                  | 7. Juni    | Leipzig              | Alfred-Kunze-Sportpark            | 01.800    | 2. Hauptrunde                             |
| 1995/96   | VfB Leipzig II (IV)           | Chemnitzer FC II            | 2:1 n. V.            | 5. Juni    | Chemnitz             | Stadion an der Gellertstraße      | .00530    | 1. Hauptrunde                             |
| 1996/97   | Chemnitzer FC (III)           | Dresdner SC                 | 3:0                  | 7. Mai     | Chemnitz             | Stadion an der Gellertstraße      | 03.002    | 1. Hauptrunde                             |
| 1997/98   | Chemnitzer FC (III)           | FC Erzgebirge Aue           | 1:1 n. V., 4:3 i. E. | 16. Mai    | Chemnitz             | Stadion an der Gellertstraße      | 07.300    | 1. Hauptrunde                             |
| 1998/99   | VFC Plauen (III)              | FC Erzgebirge Aue           | 0:0 n. V., 4:3 i. E. | 2. Mai     | Plauen               | Vogtlandstadion                   | 07.657    | 2. Hauptrunde                             |
| 1999/2000 | FC Erzgebirge Aue (III)       | VfB Leipzig                 | 2:2 n. V., 5:3 i. E. | 28. Mai    | Aue                  | Erzgebirgsstadion                 | 07.500    | 1. Hauptrunde                             |
| 2000/01   | FC Erzgebirge Aue (III)       | FSV Zwickau                 | 3:1                  | 16. Mai    | Zwickau              | Westsachsenstadion                | 06.691    | 1. Hauptrunde                             |
| 2001/02   | FC Erzgebirge Aue (III)       | FSV Zwickau                 | 1:1 n. V., 5:4 i. E. | 31. Mai    | Zwickau              | Westsachsenstadion                | 07.519    | 1. Hauptrunde                             |
| 2002/03   | 1. FC Dynamo Dresden (III)    | VFC Plauen                  | 3:2                  | 10. Mai    | Plauen               | Vogtlandstadion                   | 10.400    | 1. Hauptrunde                             |
| 2003/04   | VFC Plauen (IV)               | 1. FC Dynamo Dresden        | 1:0                  | 28. April  | Plauen               | Vogtlandstadion                   | 08.649    | 1. Hauptrunde                             |
| 2004/05   | FC Sachsen Leipzig (IV)       | Chemnitzer FC               | 2:1 n. V.            | 4. Mai     | Leipzig              | Zentralstadion                    | 08.592    | 1. Hauptrunde                             |
| 2005/06   | Chemnitzer FC (III)           | VFC Plauen                  | 1:0                  | 3. Juni    | Plauen               | Vogtlandstadion                   | 04.148    | 1. Hauptrunde                             |
| 2006/07   | 1. FC Dynamo Dresden (III)    | FC Erzgebirge Aue II        | 2:0                  | 10. Juni   | Aue                  | Erzgebirgsstadion                 | 07.123    | 1. Hauptrunde                             |
| 2007/08   | Chemnitzer FC (IV)            | FC Sachsen Leipzig          | 1:0                  | 30. April  | Chemnitz             | Stadion an der Gellertstraße      | 07.750    | 1. Hauptrunde                             |
| 2008/09   | SG Dynamo Dresden II (VI)     | VFC Plauen                  | 2:1 n. V.            | 17. Juni   | Leipzig              | Zentralstadion                    | 05.756    | 1. Hauptrunde 1                           |
| 2009/10   | Chemnitzer FC (IV)            | FC Erzgebirge Aue           | 3:2                  | 14. Mai    | Chemnitz             | Stadion an der Gellertstraße      | 09.670    | 2. Hauptrunde                             |
| 2010/11   | RB Leipzig (IV)               | Chemnitzer FC               | 1:0                  | 1. Juni    | Leipzig              | Red Bull Arena                    | 13.958    | 2. Hauptrunde                             |
| 2011/12   | Chemnitzer FC (III)           | VfL 05 Hohenstein-Ernstthal | 5:4 n. V.            | 16. Mai    | Hohenstein-Ernstthal | Pfaffenberg-Stadion               | 04.500    | 1. Hauptrunde                             |
| 2012/13   | RB Leipzig (IV)               | Chemnitzer FC               | 4:2                  | 15. Mai    | Leipzig              | Red Bull Arena                    | 16.864    | 1. Hauptrunde                             |
| 2013/14   | Chemnitzer FC (III)           | FC Oberlausitz Neugersdorf  | 3:2 n. V.            | 7. Mai     | Neugersdorf          | Friedrich-Ludwig-Jahn-Sportanlage | 03.219    | 2. Hauptrunde                             |
| 2014/15   | Chemnitzer FC (III)           | FSV Zwickau                 | 2:0                  | 13. Mai    | Zwickau              | Sportforum Sojus 31               | 03.615    | 1. Hauptrunde                             |
| 2015/16   | FC Erzgebirge Aue (III)       | FSV Zwickau                 | 1:0                  | 10. Mai    | Aue                  | Erzgebirgsstadion                 | 07.560    | 1. Hauptrunde 2                           |
| 2016/17   | Chemnitzer FC (III)           | 1. FC Lokomotive Leipzig    | 2:1                  | 24. Mai    | Leipzig              | Bruno-Plache-Stadion              | 06.800    | 1. Hauptrunde                             |
| 2017/18   | BSG Chemie Leipzig (IV)       | FC Oberlausitz Neugersdorf  | 1:0                  | 21. Mai    | Leipzig              | Alfred-Kunze-Sportpark            | 04.999    | 2. Hauptrunde                             |
| 2018/19   | Chemnitzer FC (IV)            | FSV Zwickau                 | 2:0                  | 25. Mai    | Chemnitz             | Stadion an der Gellertstraße      | 11.838    | 1. Hauptrunde                             |
| 2019/20   | Chemnitzer FC (III)           | FC Eilenburg                | 2:1                  | 22. August | Eilenburg            | Ilburg-Stadion                    | 01.000    | 1. Hauptrunde                             |
| 2020/21   | 1. FC Lokomotive Leipzig (IV) | Chemnitzer FC               | 1:0 n. V.            | 29. Mai    | Leipzig              | Sportschule „Egidius Braun“       |           | 1. Hauptrunde                             |
| 2021/22   | Chemnitzer FC (IV)            | BSG Chemie Leipzig          | 2:1 (1:1)            | 21. Mai    | Chemnitz             | Stadion an der Gellertstraße      | 10.077    | 1. Hauptrunde                             |
| 2022/23   | 1. FC Lokomotive Leipzig (IV) | Chemnitzer FC               | 3:0 (1:0)            | 3. Juni    | Leipzig              | Bruno-Plache-Stadion              | 10.700    | 1. Hauptrunde                             |
| 2023/24   | SG Dynamo Dresden (III)       | FC Erzgebirge Aue           | 2:0 n. V.            | 25. Mai    | Dresden              | Rudolf-Harbig-Stadion             | 27.159    | 2. Hauptrunde 3                           |
| 2024/25   | 1. FC Lokomotive Leipzig (IV) | FC Erzgebirge Aue           | 0:0 n. V., 6:5 i. E. | 24. Mai    | Leipzig              | Bruno-Plache-Stadion              | 12.154    |                                           |

Von den 32 Mannschaften, die sich bislang über den Sachsenpokal für den DFB-Pokal qualifizieren konnten, haben acht dort die 1. Hauptrunde überstanden:
Dem FC Sachsen Leipzig und dem Chemnitzer FC ist dies zweimal gelungen (dem FC Sachsen Leipzig 1993/94 allerdings nur durch ein Freilos), dem Bischofswerdaer FV 08, dem VFC Plauen, RB Leipzig und der BSG Chemie Leipzig je einmal. Der Bischofswerdaer FV 08 erreichte in der Saison 1992/93 die 3. Hauptrunde, profitierte dabei aber von einem Freilos in der 1. Hauptrunde. Im Übrigen entsprach die damalige 3. Hauptrunde als Runde der letzten 32 Mannschaften der 2. Hauptrunde im heutigen Pokalmodus, der (mit nur geringfügigen Änderungen) seit der Saison 1994/95 angewendet wird. In ein DFB-Pokal-Achtelfinale konnte bislang noch kein sächsischer Landespokalvertreter einziehen (Stand: 3. August 2022).

## Rekordpokalsieger und Finalteilnahmen
Rekordgewinner des Sachsenpokals ist der Chemnitzer FC mit 12 Siegen bei 18 Finalteilnahmen, wovon eine Finalteilnahme der 2. Mannschaft des Chemnitzer FCs gelang.
Bisher konnten mit dem FC Erzgebirge Aue (2000 bis 2002) und dem FC Sachsen Leipzig (1993 bis 1995) zwei Mannschaften den Pokal in drei aufeinanderfolgenden Saisons gewinnen, dem Chemnitzer FC (2010 bis 2015) gelang es sogar, sechsmal hintereinander das Finale zu erreichen.
| Rang | Verein                      | Titel | Spielzeiten                                                                                                  | Final- teiln. |
| --- | --------------------------- | ----- | --- | ------------- |
| 1 | Chemnitzer FC               | 12    | 1996 4, 1997, 1998, 2005, 2006, 2008, 2010, 2011, 2012, 2013, 2014, 2015, 2017, 2019, 2020, 2021, 2022, 2023 | 18            |
| 2 | FC Erzgebirge Aue           | 04    | 1991 5, 1998, 1999, 2000, 2001, 2002, 2007 6, 2010, 2016, 2024, 2025                                         | 11            |
| 3 | SG Dynamo Dresden           | 04    | 1995 7, 2003, 2004, 2007, 2009 7, 2024                                                                       | 06            |
| 3 | 1. FC Lokomotive Leipzig    | 04    | 1996 8, 2000 9, 2017, 2021, 2023, 2025                                                                       | 06            |
| 5 | FC Sachsen Leipzig          | 04    | 1993, 1994, 1995, 2005, 2008                                                                                 | 05            |
| 6 | VFC Plauen                  | 02    | 1994, 1999, 2003, 2004, 2006, 2009                                                                           | 06            |
| 7 | RB Leipzig                  | 02    | 2011, 2013                                                                                                   | 02            |
| 8 | BSG Chemie Leipzig          | 01    | 2018, 2022                                                                                                   | 02            |
| 9 | BSG Motor Zschopau          | 01    | 1991 10 | 01            |
| 9 | Bischofswerdaer FV 08       | 01    | 1992 | 01            |
| 11 | FSV Zwickau                 | –     | 2001, 2002, 2015, 2016, 2019                                                                                 | 05            |
| 12 | Dresdner SC                 | –     | 1993, 1997                                                                                                   | 02            |
| 12 | FC Oberlausitz Neugersdorf  | –     | 2014, 2018                                                                                                   | 02            |
| 14 | FSV Hoyerswerda             | –     | 1992 | 01            |
| 14 | VfL 05 Hohenstein-Ernstthal | –     | 2012 | 01            |
| 14 | FC Eilenburg                | –     | 2020 | 01            |
| 4 Die Finalteilnahme im Jahre 1996 wurde von der 2. Mannschaft, Chemnitzer FC II, erreicht. 5 Die Finalteilnahme im Jahre 1991 wurde noch unter dem alten Namen FC Wismut Aue in Form der damaligen 2. Mannschaft, FC Wismut Aue II, erreicht. 6 Die Finalteilnahme im Jahre 2007 wurde von der 2. Mannschaft, FC Erzgebirge Aue II, erreicht. 7 Die Finalteilnahme im Jahre 1995 und der Pokalsieg 2009 wurden von der 2. Mannschaft, Dynamo Dresden II, erreicht. 8 Der Pokalsieg erfolgte durch die 2. Mannschaft des Vorgängervereins, den VfB Leipzig, vor der Fusion im Jahre 2021. 9 Die Finalteilnahme im Jahre 2000 wurde durch den Vorgängerverein, den VfB Leipzig, vor der Fusion im Jahre 2021 erreicht. 10 Der Pokalsieg 1991 wurde noch unter dem alten Namen SpVgg Zschopau erreicht. |                             |       | |               |